# Britisches Freikorps

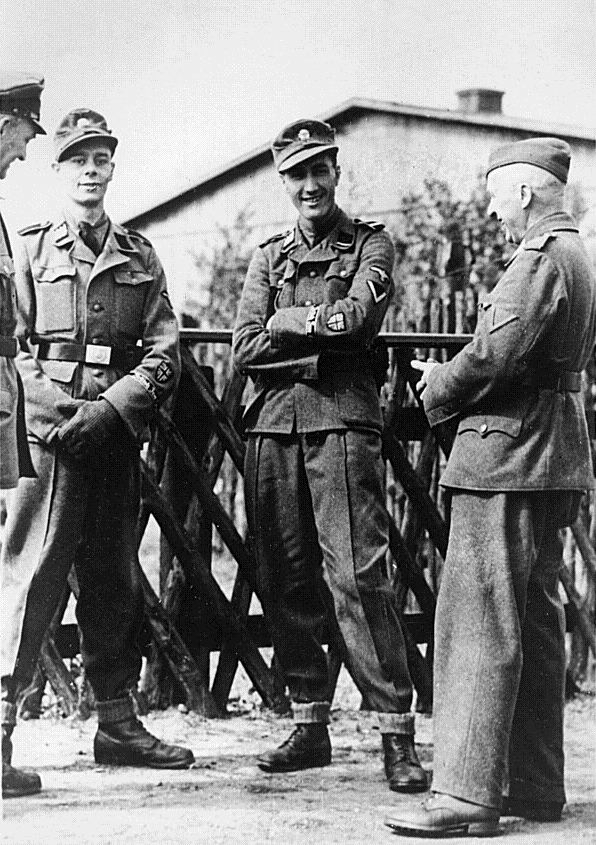
Die beiden Mitglieder des Britischen Freikorps Kenneth Berry und Alfred Minchin im Gespräch mit deutschen Soldaten (1944)

Das Britische Freikorps (British Free Corps) war eine Einheit der Waffen-SS, die im Zweiten Weltkrieg aus britischen Kriegsgefangenen aufgestellt wurde. Die Einheit diente vor allem zu Propagandazwecken, denn insgesamt entschlossen sich nur 59 britische Soldaten, auf Seiten des NS-Staates zu dienen. Gleichzeitig waren nur 27 Mann in der Einheit zusammengefasst, weniger als in einem Zug der Wehrmacht.

## Erste Planungen
Zu Beginn des Jahres 1942 nahm der britische Faschist John Amery – Sohn des konservativen Politikers Leopold Stennett Amery – in besetztem Frankreich erstmals formelle Kontakte zu Vertretern des nationalsozialistischen „England-Ausschusses“ auf und unterbreitete in Berlin den Vorschlag, eine freiwillige britische Kampftruppe zur „Abwehr des Bolschewismus“ an der Ostfront aufzustellen. Adolf Hitler erteilte dem Konzept, das Amery unter der symbolträchtigen Bezeichnung „Legion of St George“ vorstellte, seine ausdrückliche Billigung und ordnete an, die Einheit vorrangig als propagandistisches Prestigeobjekt aufzubauen, wobei „Qualität vor Quantität“ gelten sollte. Anschließend erhielt Amery Sendezeiten beim Propagandasender „New British Broadcasting Station“, um über wiederholte Rundfunkansprachen potenzielle Freiwillige anzusprechen und den militärpolitischen Nutzen eines britischen Waffen-SS-Verbands herauszustellen.
Trotz dieser medialen Unterstützung blieb Amerys erste Werberunde, die ihn zwischen April und Juli 1943 in mehrere Kriegsgefangenen- und Internierungslager führte, nahezu wirkungslos: Von rund fünfzig angesprochenen Gefangenen sagten lediglich vier Personen eine Teilnahme zu, von denen nur der 17-jährige Matrosenlehrling Kenneth Berry tatsächlich in der geplanten Formation verblieb. Diese eklatante Rekrutierungsschwäche veranlasste das SS-Hauptamt, Amery im Oktober 1943 von seinem Projekt abzuziehen und die personelle Verantwortung dem erfahrenen Rekrutierungsstab um SS-Obergruppenführer Gottlob Berger zu übertragen. Parallel legte SS-Hauptsturmführer Hans Werner Roepke als erster deutscher Verbindungsoffizier der künftigen Einheit ein administratives Fundament: Er lehnte die anfängliche Bezeichnung wegen ihres religiösen Untertons ab und definierte stattdessen die neutralere Dienststellen-Kurzform „British Free Corps“, setzte die formelle Truppenstärke auf mindestens 30 Mann fest, befreite die Freiwilligen von der sonst obligatorischen SS-Blutgruppentätowierung und verbürgte, dass die Einheit nicht gegen britische Verbände eingesetzt werde.
Um die schleppende Anwerbung zu beleben, richtete die Waffen-SS Ende 1943 zwei sogenannte „Urlaubslager“ (Sonderabteilungen 999 und 517) unter dem Dach von Stalag III D in der Nähe Berlins ein, in denen britische Kriegsgefangene unter vergleichsweise großzügigen Bedingungen gezielt für das Freikorps geworben wurden. Als Vertrauensmann fungierte dort Battery Quartermaster Sergeant John Henry Owen Brown, dessen frühere Mitgliedschaft in der British Union of Fascists den deutschen Organisatoren Glaubwürdigkeit versprach; tatsächlich nutzte Brown seine Stellung jedoch, um das Vorhaben zu unterminieren, Schmuggelwege für Insassen aufzubauen und verschlüsselte Lageberichte an den britischen Geheimdienst MI9 zu übermitteln. Ohne nennenswerte Resultate schwenkte das SS-Führungsamt Anfang 1944 auf ein rigoroseres Verfahren um: In einem neu eingerichteten Vernehmungslager in Luckenwalde versuchte man, neu gefangene Soldaten durch Isolationshaft, Nahrungsentzug und Drohungen zur Unterschrift zu bewegen, was kurzfristig 14 Beitrittserklärungen einbrachte. Nachdem sich diese zwangsrekrutierten Männer mit den ideologischen Kernmitgliedern konfrontiert sahen, brach der Großteil sein Engagement ab, sodass das Freikorps zum Jahreswechsel 1943/44 weiterhin kaum mehr als acht überzeugte Freiwillige zählte.
Trotz der anhaltenden personellen Misere beharrte die Leitung des SS-Hauptamts auf der formellen Aufstellung der Einheit: Am 1. Januar 1944 wurde das Britische Freikorps offiziell aktiviert und kurz darauf nach Hildesheim verlegt, wo Roepke Uniformierung, Besoldung sowie das eigens entworfene Ärmelband „British Free Corps“ mit Löwen-Wappentier und Union Jack veranlasste. In dieser frühen Organisationsphase war das Kontingent keineswegs als schlagkräftiger Kampfverband, sondern primär als propagandistische Demonstration für eine angeblich „gesamteuropäische Front gegen den Bolschewismus“ vorgesehen, sodass jede realistische Einsatzplanung an der Ostfront erst nach dem Erreichen von Zugstärke beginnen sollte. Bis zum Sommer 1944 blieb die Sollvorgabe unerfüllt, womit die erste Planungs- und Aufbauphase des Britischen Freikorps im Wesentlichen geprägt war von ideologisch motivierten Konzepten, administrativen Vorbereitungen der Waffen-SS und wiederkehrenden, überwiegend erfolglosen Rekrutierungsversuchen unter britischen Kriegsgefangenen.

## Weitere Rekrutierungsmaßnahmen
Nach dem Scheitern des Projektes unter der Leitung von Amery versuchten die deutschen Stellen mit verfeinerten Maßnahmen britische Kriegsgefangene anzuwerben. Die Umstände in den Gefangenenlagern in Deutschland und den besetzten Gebieten waren für die internierten Soldaten hart. Dies versuchte man dadurch auszunutzen, dass man für potentiell rekrutierbare Soldaten Sonderlager mit besonderen Vergünstigungen schuf. Zwei solcher sogenannter „Urlaubslager“ wurden eingerichtet, beide unter der Verwaltungshoheit des Stalag III D nahe Berlin. Die Lager wurden durch englischsprechende Soldaten bewacht, das Lagerregime durch deutsche Geheimdienstoffiziere geleitet. Die Wachen sollten hierbei als Informationssammler unter den potentiellen Rekruten dienen. Als Integrationsfigur für das Freikorps wurde der ehemalige Unteroffizier der Britischen Armee John Henry Owen Brown angeworben.
Brown war vor dem Krieg ein Mitglied der British Union of Fascists und stand somit trotz seines christlichen Glaubens der nationalsozialistischen Ideologie nahe. Er war bei der Schlacht um Dünkirchen 1940 gefangen genommen worden. Bereits während seiner Gefangenschaft gewann er das Vertrauen der deutschen Stellen als Vorarbeiter einer Arbeitskompanie innerhalb des Lagers. 1943 wurde er zum Lagerleiter eines der beiden „Urlaubslager“ ernannt.
Brown zeigte jedoch keinerlei Absichten, dem deutschen Plan dienlich zu sein. Er richtete in seinem Lager ein gutgehendes System des Schwarzmarkthandels ein, mit dem er sich selbst, den inhaftierten Kriegsgefangenen und den deutschen Lagerwachen ein relativ komfortables Auskommen sicherte. Des Weiteren teilte er, der sich in Berlin frei bewegen konnte, durch kodierte Briefe Zielinformationen für Bomber an den britischen Nachrichtendienst MI6 mit.
Allerdings gelang es den Deutschen auch, verlässlichere Briten für ihre Anwerbeaktion zu gewinnen. Thomas Haller Cooper, ein ehemaliges Mitglied der British Union of Fascists, das 1939 durch den Kriegsausbruch in Deutschland festgehalten worden war, wurde 1943 dem Projekt zugeteilt. Er hatte vorher als Soldat in der Leibstandarte SS Adolf Hitler und der SS-Division Totenkopf bereits seine Nähe zum Nationalsozialismus bewiesen. Cooper gelang es im Lager, eine kleine Gruppe Briten um sich zu scharen. Allerdings blieb die Gesamtausbeute wiederum marginal. Von insgesamt 200 Kriegsgefangenen in den „Urlaubslagern“ entschlossen sich genau drei, dem Britischen Freikorps beizutreten. Damit erreichte das Britische Freikorps gerade einmal eine Stärke von sieben Mann. Bevor eine zweite Welle Gefangener in die Sonderlager eingeliefert wurden, brachten Luftangriffe deren Betrieb zeitweilig zum Erliegen. Aufgrund mangelnden Erfolgs wurde der Rekrutierungsauftrag der Sonderlager im Dezember 1943 eingestellt. Der Lagerleiter Brown hatte derweil bereits eine britische Auszeichnung für seine Spionagedienste erhalten.
Zwischenzeitlich entschieden sich die deutschen Stellen für eine neue Rekrutierungsmethode. Anstatt Langzeitgefangene durch Vergünstigungen umzustimmen, kam der Kommandeur des Freikorpsprojekts Oskar Lange auf eine andere Idee. Erst kürzlich gefangen genommene Soldaten, die sich noch nicht an die neue Situation gewöhnt hatten, sollten durch Erpressung und Einschüchterung zur Kollaboration und zum Vaterlandsverrat gezwungen werden. Durch unwürdige Haftbedingungen mit Verhören, Isolationshaft und Nahrungsentzug konnten tatsächlich 14 britische Soldaten angeworben werden. Der Beitritt zum Britischen Freikorps wurde ihnen als der einzige Ausweg aus ihren extrem harten Haftbedingungen präsentiert. Als diese Männer jedoch mit den bisherigen sieben Freiwilligen der Formation zusammengeführt wurden, scheiterte das Projekt wiederum. Cooper, der aus ideellen Gründen dem Faschismus anhing, versprach sämtlichen unfreiwillig Rekrutierten die Rückführung in reguläre Gefangenenlager; damit wurde die Stärke des sogenannten Freikorps wieder auf acht Mann reduziert.
Trotz dieser Misserfolge und der kleinen Mannschaftszahl verlor die SS allerdings nicht das Interesse am Aufbau einer britischen Freiwilligeneinheit. Im November 1943 wurde Hauptsturmführer Hans Roepke der Formation als Offizier zugeordnet, der die Aufstellung der Einheit einleiten sollte.

## Aufstellung
Roepkes erste Maßnahme war die Änderung des Einheitsnamens, die bisher noch nach Amery „Legion des heiligen Georg“ genannt wurde. Die religiöse Unterbedeutung war unter den Nationalsozialisten unerwünscht. Analog zu bestehenden ausländischen Einheiten der SS entschied man sich für die Bezeichnung „Britisches Freikorps“. Des Weiteren traf Roepke eine Reihe von Ausnahmeregelungen, so sollte das Freikorps nicht gegen britische Streitkräfte eingesetzt werden, und die Soldaten erhielten nicht die Blutgruppentätowierung, die bei der SS allgemein üblich war. Das britische Freikorps wurde offiziell zum 1. Januar 1944 ins Leben gerufen. Bereits einen Monat darauf wurde die kleine Einheit von Berlin in das Michaelis-Kloster in Hildesheim verlegt. Hier bekamen die Soldaten auch ein nahegelegenes Zwangsarbeitslager zu Gesicht, was drei der Mitglieder veranlasste, die Einheit zu verlassen und wieder in ihre Kriegsgefangenenlager zurückzukehren.
Das offiziell am 1. Januar 1944 in Berlin gegründete BFC erhielt durch Hans Werner Roepke Anfang Februar 1944 sein erstes eigenes Hauptquartier im „Haus Germanien“ in den Räumlichkeiten des St. Michaelisklosters in Hildesheim.

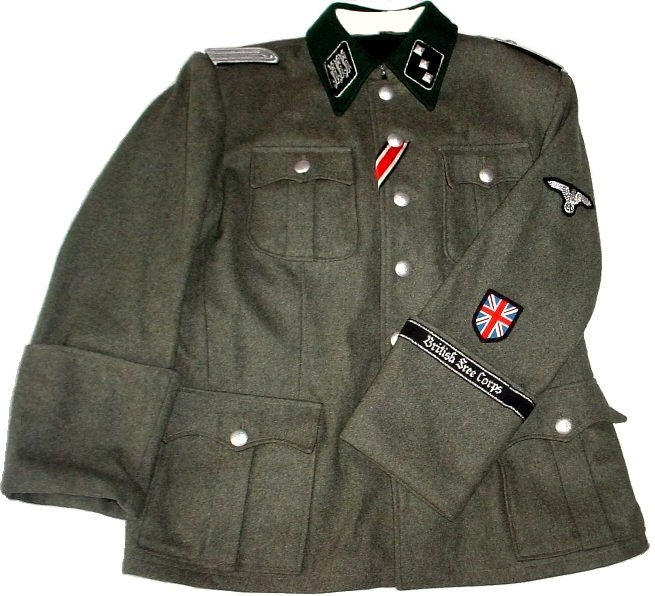
Replik einer Uniform eines Offiziers des Britischen Freikorps

Im April erhielten die Soldaten eine einheitliche Uniform. Das Ärmelabzeichen des Freikorps enthielt den Union Jack, der Kragenspiegel die drei Löwen des englischen Wappens. Während des Sommers erreichte die Einheit eine Stärke von 23 Mann. Der deutsche Plan sah vor, sie ab einer Stärke von 30 Mann in die 5. SS-Panzer-Division „Wiking“ einzugliedern und an die Ostfront zu schicken. Diese Aussicht erwies sich allerdings für die ehemaligen Kriegsgefangenen als wenig verlockend. Thomas Freeman, ein Mitglied des britischen Freikorps, motivierte vierzehn seiner Kameraden, einen Beschwerdebrief über ihre Behandlung zu unterschreiben. Daraufhin wurden er und ein weiterer Soldat in ein Straflager für Kriegsgefangene eingewiesen. Freeman selbst wurde nach der Flucht aus selbigem Lager und seiner Repatriierung in Großbritannien für seinen absichtlich schädigenden Einfluss auf die Einheit gewürdigt.
Im August 1944 wurden weitere vier Rekruten dem Freikorps zugeteilt. Drei davon waren offensichtlich durch Erpressung zum Beitritt gezwungen worden. Zweien wurde die Strafe für ein sexuelles Verhältnis mit deutschen Frauen als Drohung präsentiert. In den vierten Rekruten, einen englischen Leutnant namens William Shearer, setzte Roepke allerdings größte Hoffnungen. Er sollte als Offizier die kleine Truppe führen und die Moral heben. Shearer erwies sich allerdings als stark schizophren und seine Geisteskrankheit machte ihn für den Dienst unbrauchbar. Er wollte die deutsche Uniform nicht anlegen und weigerte sich sogar, das ihm zugeteilte Zimmer zu verlassen. Er wurde nach wenigen Wochen in die Heilanstalt für Geisteskranke zurückgebracht, aus der man ihn geholt hatte. Noch vor Kriegsende wurde er aus medizinischen Gründen nach Großbritannien zurückgebracht. Der erfolgreiche Verlauf der alliierten Landung in der Normandie senkte die Moral innerhalb des kleinen Verbandes noch mehr.
Nach dem Sieg der Alliierten in der Normandie kam es zu mehreren Fällen von Desertion innerhalb der kleinen Truppe. Trotzdem wurden noch weiter Rekruten angeworben. Dies geschah allerdings wiederum nur mit mäßigem Erfolg. Den größten Erfolg stellte die Meldung von sechs Māori zum Freikorps dar, diese Soldaten wurden allerdings von den Briten selbst aus rassistischen Gründen abgelehnt.

## Einsatz
Am 8. März 1945 stellte SS-Obersturmführer Walther Kuhlich, der seit Oktober 1944 die Einheit kommandierte, den Soldaten des Freikorps ein Ultimatum. Sie hatten die Wahl, entweder in ein Konzentrationslager gebracht zu werden oder zu kämpfen. Die Truppe wurde daraufhin der SS-Division Nordland an der Ostfront zugeteilt, die sich bereits auf deutschem Gebiet befand. Der letzte Versuch, aus dem Freikorps eine kampffähige Truppe zu machen, wurde durch die Zuteilung von Douglas Berneville-Claye unternommen. Dieser ehemalige Soldat des britischen Special Air Service hatte in seinem Heimatland bereits ein Strafregister wegen Betrugs und Hochstapelei. Er stellte sich den Deutschen als Offizier und Sohn eines Adligen vor. Seine Bemühungen blieben allerdings bei einer kampflustigen Rede. De facto kam das Freikorps nicht zum Einsatz im Gefecht. Am 29. April 1945 befahl Felix Steiner, der Befehlshaber des III. (germanischen) SS-Panzerkorps, zu dem die Division Nordland gehörte, seinen Truppen, sich von der Roten Armee zu lösen und nach Westen vorzurücken. Dort sollten sie sich amerikanischen Einheiten ergeben. Mit der SS-Division ergaben sich auch die Reste des britischen Freikorps bei Schwerin.

## Nachwirkungen
Die britischen Nachrichtendienste waren sich seit Browns ersten Berichten des Jahres 1943 über die Aufstellung der kleinen Truppe und ihre Mitglieder im Klaren. Trotzdem dauerte es mehrere Wochen nach Kriegsende, bis alle ehemaligen Mitglieder festgesetzt wurden. Amery, der eigentliche Erfinder des Korps, wurde im Vereinigten Königreich zum Tode verurteilt und hingerichtet. Das einzige gefasste Mitglied des Freikorps, das keine Strafe erhielt, war Brown.